# Seznam poštovních známek České republiky 2021
Seznam českých poštovních známek vydaných v roce 2021
| číslo | datum              | nominální hodnota | rozměr     | grafika                         | rytí           | název                                               |
| ----- | ------------------ | ----------------- | ---------- | ------------------------------- | -------------- | --------------------------------------------------- |
| 1104  | 20. ledna 2021     | B                 | 40 × 23 mm | Zdeněk Netopil                  |                | Tradice české známkové tvorby: Václav Zapadlík      |
| 1105  | 20. ledna 2021     | B                 | 23 × 30 mm | Jan Ungrád a Jan Moucha         |                | Výplatní: Sčítání lidu                              |
| 1106  | 20. ledna 2021     | B                 | 40 × 23 mm | Jiří Slíva                      |                | Výplatní: Masopust                                  |
| 1107  | 9. února 2021      | 19 Kč             | 23 × 40 mm | Petr Minka                      |                | Osobnosti: Josef Masopust                           |
| 1108  | 9. února 2021      | 23 Kč             | 40 × 23 mm | Pavel Sivko                     |                | Krásy naší vlasti: Státní zámek Milotice u Kyjova   |
| 1109  | 15. února 2021     | E                 | 40 × 30 mm | Agnieszka Sobczyńska            |                | Společné vydání: Visegrádská skupina (V4)           |
| 1110  | 15. února 2021     | 1 Kč              | 23 × 19 mm | Jaromír Knotek, Libuše Knotková |                | Výplatní: Bělásek                                   |
| 1111  | 24. března 2021    | B                 | 40 × 23 mm | Milan Bauer                     |                | Technické památky: Negrelliho viadukt               |
| 1112  | 24. března 2021    | 30 Kč             | 26 × 40 mm | Zbyněk Kočvar                   |                | Umělecká díla na známkách: Bohumil Zemánek          |
| 1113  | 24. března 2021    | B                 | 23 × 40 mm | Filip Heyduk                    |                | První derby Sparta - Slavia                         |
| 1114  | 24. března 2021    | B                 | 23 × 40 mm | Filip Heyduk                    |                | První derby Sparta - Slavia                         |
| 1115  | 24. března 2021    | E                 | 23 × 30 mm | Roman Sedlák                    |                | Výplatní známky s kupony: Tančící dům               |
| 1116  | 21. dubna 2021     | E                 | 33 × 33 mm | Jaromír Knotek, Libuše Knotková |                | EUROPA: Ohrožená národní divoká zvěř - kočka divoká |
| 1117  | 21. dubna 2021     | 23 Kč             | 40 × 23 mm | Adolf Absolon                   |                | Unikátní skalní útvary: Dívčí kameny                |
| 1118  | 21. dubna 2021     | B                 | 23 × 30 mm | Mikuláš Kavan                   |                | Výplatní známky s kupony: Turistická/regionální     |
| 1119  | 19. května 2021    | 27 Kč             | 40 × 23 mm | Michal Novák                    |                | Osobnosti: Gustav Brom                              |
| 1120  | 19. května 2021    | Z                 | 40 × 23 mm | Adam Kašpar                     |                | Ramsarská úmluva o ochraně mokřadů                  |
| 1121  | 9. června 2021     | E                 | 23 × 40 mm | Pavel Sivko                     |                | Český design: Bořek Šípek                           |
| 1122  | 9. června 2021     | 26 Kč             | 40 × 26 mm | Adolf Absolon                   | Martin Srb     | Krásy naší vlasti: Státní zámek Jezeří              |
| 1123  | 9. června 2021     | 27 Kč             | 40 × 26 mm | Adolf Absolon                   | Martin Srb     | Krásy naší vlasti: Státní zámek Jezeří              |
| 1124  | 23. června 2021    | 55 Kč             | 40 × 50 mm | Pavel Hrach                     | Václav Fajt    | Kocour Mikeš                                        |
| 1125  | 23. června 2021    | B                 | 40 × 23 mm | Anna Khunová                    |                | Slovácký rok                                        |
| 1126  | 8. září 2021       | 23 Kč             | 27 × 44 mm | Jaromír Knotek, Libuše Knotková | Martin Srb     | Ochrana přírody: Milovice                           |
| 1127  | 8. září 2021       | 26 Kč             | 27 × 44 mm | Jaromír Knotek, Libuše Knotková | Martin Srb     | Ochrana přírody: Milovice                           |
| 1128  | 8. září 2021       | 27 Kč             | 27 × 44 mm | Jaromír Knotek, Libuše Knotková | Martin Srb     | Ochrana přírody: Milovice                           |
| 1129  | 8. září 2021       | 30 Kč             | 27 × 44 mm | Jaromír Knotek, Libuše Knotková | Martin Srb     | Ochrana přírody: Milovice                           |
| 1130  | 8. září 2021       | B                 | 40 × 27 mm | Marina Richterová               |                | Dante Alighieri                                     |
| 1131  | 8. září 2021       | E                 | 44 × 54 mm | Marina Richterová               |                | Dante Alighieri                                     |
| 1132  | 8. září 2021       | Z                 | 54 × 44 mm | Jan Jiskra                      |                | EXPO 2021 Dubai                                     |
| 1133  | 8. září 2021       | B                 | 23 × 30 mm | Jitka Mašínová                  |                | VZS: Mláďata - Český horský pes                     |
| 1134  | 8. září 2021       | B                 | 23 × 30 mm | Jitka Mašínová                  |                | VZS: Mláďata - Český horský pes                     |
| 1135  | 6. října 2021      | 27 Kč             | 50 × 40 mm | Jan Maget                       |                | Čeští herci a herečky: Bohumil Záhorský             |
| 1136  | 6. října 2021      | 33 Kč             | 50 × 40 mm | Jan Maget                       |                | Čeští herci a herečky: Jiřina Šejbalová             |
| 1137  | 6. října 2021      | B                 | 30 × 23 mm | Jiří Rameš                      |                | Výplatní samolepicí: Wikov 7/28                     |
| 1138  | 20. října 2021     | 33 Kč             | 50 × 40 mm |                                 |                | Umělecká díla na známkách: František Ronovský       |
| 1139  | 20. října 2021     | 30 Kč             | 40 × 50 mm |                                 |                | Umělecká díla na známkách: Theodor Pištěk           |
| 1140  | 20. října 2021     | 34 Kč             | 40 × 50 mm |                                 |                | Umělecká díla na známkách: Theodor Pištěk           |
| 1141  | 10. listopadu 2021 | B                 | 23 × 30 mm | Pavel Sivko                     |                | Výplatní: Vánoce 2021                               |
| 1142  | 10. listopadu 2021 | 26 Kč             | 40 × 23 mm | Renáta Fučíková                 |                | Karel Stýblo + vakcína proti tuberkulóze            |
| 1143  | 10. listopadu 2021 | 52 Kč             | 40 × 26 mm | Jan Kavan                       |                | Osobnosti: Jan Kotěra                               |
| 1144  | 10. listopadu 2021 | 60 Kč             | 40 × 50 mm | Karel Zeman                     | Miloš Ondráček | Svatá Ludmila                                       |
| 1145  | 10. listopadu 2021 | B                 | 23 × 40 mm | Otakar Karlas                   |                | Výplatní: K. Saudek - Muriel                        |
| 1146  | 30. listopadu 2021 | Z                 | 36 × 26 mm | David Ben-Hador                 |                | Společné vydání: TGM v Izraeli                      |
| 1147  | 30. listopadu 2021 | E                 | 23 × 30 mm | Zdeňka Kudrnová                 |                | Výplatní samolepicí: Pražské Jezulátko              |